# Oxysarcodexia
Oxysarcodexia är ett släkte av tvåvingar. Oxysarcodexia ingår i familjen köttflugor.

## Dottertaxa tillOxysarcodexia, i alfabetisk ordning[1]
- Oxysarcodexia admixta
- Oxysarcodexia adunca
- Oxysarcodexia afficta
- Oxysarcodexia amorosa
- Oxysarcodexia angrensis
- Oxysarcodexia augusta
- Oxysarcodexia aura
- Oxysarcodexia aureiceps
- Oxysarcodexia avuncula
- Oxysarcodexia bakeri
- Oxysarcodexia berlai
- Oxysarcodexia bicolor
- Oxysarcodexia bikini
- Oxysarcodexia carvalhoi
- Oxysarcodexia chaetopygialis
- Oxysarcodexia cingarus
- Oxysarcodexia comparilis
- Oxysarcodexia conclausa
- Oxysarcodexia confusa
- Oxysarcodexia corolla
- Oxysarcodexia cuernavaca
- Oxysarcodexia culmiforceps
- Oxysarcodexia culminata
- Oxysarcodexia cyanea
- Oxysarcodexia cyaniforceps
- Oxysarcodexia diana
- Oxysarcodexia dorisae
- Oxysarcodexia eberti
- Oxysarcodexia edwardsi
- Oxysarcodexia favorabilis
- Oxysarcodexia festiva
- Oxysarcodexia flavifrons
- Oxysarcodexia flavipes
- Oxysarcodexia floricola
- Oxysarcodexia fluminensis
- Oxysarcodexia fraterna
- Oxysarcodexia fringidea
- Oxysarcodexia galeata
- Oxysarcodexia grandis
- Oxysarcodexia inflata
- Oxysarcodexia injuncta
- Oxysarcodexia insolita
- Oxysarcodexia intona
- Oxysarcodexia jamesi
- Oxysarcodexia major
- Oxysarcodexia marina
- Oxysarcodexia meridionalis
- Oxysarcodexia mitifica
- Oxysarcodexia molitor
- Oxysarcodexia morretesi
- Oxysarcodexia neivai
- Oxysarcodexia occulta
- Oxysarcodexia ochripyga
- Oxysarcodexia orbitalis
- Oxysarcodexia pallisteri
- Oxysarcodexia parva
- Oxysarcodexia paulistanensis
- Oxysarcodexia peltata
- Oxysarcodexia perneta
- Oxysarcodexia peruviana
- Oxysarcodexia petropolitana
- Oxysarcodexia plebeja
- Oxysarcodexia ramosa
- Oxysarcodexia riograndensis
- Oxysarcodexia sarcinata
- Oxysarcodexia similata
- Oxysarcodexia simplicoides
- Oxysarcodexia taitensis
- Oxysarcodexia terminalis
- Oxysarcodexia thornax
- Oxysarcodexia timida
- Oxysarcodexia trivialis
- Oxysarcodexia varia
- Oxysarcodexia ventricosa
- Oxysarcodexia villosa
- Oxysarcodexia vittata
- Oxysarcodexia wygodzinskyi
- Oxysarcodexia xon
- Oxysarcodexia zayasi